# Distrito de San Juan de la Virgen
El distrito de San Juan de la Virgen es uno de los seis que conforman la provincia de Tumbes, ubicada en el departamento de Tumbes en el Norte de Perú.  Limita por el Norte con el distrito de Tumbes; por el Este con la provincia de Zarumilla; por el Sur con el distrito de Pampas de Hospital; y, por el Oeste con el distrito de Corrales y con el distrito de San Jacinto.

## Historia
El distrito fue creado el 12 de enero de 1871 mediante Ley sin número, en el gobierno del presidente José Balta. 

## Geografía
Tiene una extensión de 118,71 km² y una población estimada superior a los 3 700 habitantes. Su capital es la villa de San Juan de la Virgen. Está ubicado a 4 km de la ciudad de Tumbes.

## Demografía

### Población
Según el Censo 2017 el distrito tiene una población de 4572 hab.

### Religión
Según datos del censo de 2007, el 88 % de la población del distrito es católica, el 9 % es miembro de alguna iglesia evangélica, el 2 % manifiesta no profesar ninguna religión, mientras que el 1 % dice profesar alguna otra creencia. 
En el caso de los católicos, desde el punto de vista jerárquico de la Iglesia católica, forman parte de la vicaría foránea de Tumbes de la arquidiócesis de Piura.

## Localidades
Además de su capital, San Juan de la Virgen, el distrito tiene los siguientes centros poblados:
- Garbanzal
- Tacural
- Cerro Blanco
- Las Peñas
- Cafetería
- Miraflores
- Ceveros

## Autoridades

### Municipales
- 2023 - 2026[2]
  - Alcalde: FERNANDO ELIAS CEDILLO ROQUE, del PARTIDO MIRE.

Alcaldes anteriores
- 2015 - 2018:[3] Cristian Beyker Baca Zapata, del Movimiento Renovación Tumbesina (RT).
- 2011 - 2014:[4] José Aguedo Farias Agurto, del Partido Aprista Peruano (APRA).

### Policiales
- Comisario: PNP.

## Festividades
- Festividad del Señor de la Buena Muerte de Chocán (Segundo domingo de enero)
- Festividad de San Juan Bautista (24 de junio)